# Charles-Frédéric-Albert de Brandebourg-Schwedt
Charles-Frédéric-Albert, Margrave de Brandebourg-Schwedt (né le 10 juin 1705 à Berlin; décédé le 22 juin 1762 à Breslau), est un prince allemand.

## Biographie
Il est un petit-fils de Frédéric-Guillaume Ier de Brandebourg (le Grand Électeur) et le fils du Margrave Albert-Frédéric de Brandebourg-Schwedt. Il est un officier prussien et le Herrenmeister (grand maître) du grand bailliage de Brandebourg.
Charles de Brandebourg-Schwedt rejoint l'armée prussienne à un âge précoce et s'est distingué pendant la Première Guerre de Silésie lors de la capture de Głogów, à la Bataille de Mollwitz et à la Bataille de Chotusitz. Il prend le commandement en haute-Silésie, au printemps 1745, à la satisfaction de son cousin, le roi Frédéric II de Prusse.
Au cours de la Guerre de Sept Ans le margrave Charles reçoit des commandements car Frédéric II a confiance en lui, et il se distingue à la Bataille de Hochkirch et de la Bataille de Torgau. Dans les deux batailles, au Mollwitz, il est blessé.
Le Général allemand Biographie (BAD), le décrit comme un noble caractère philanthropique et amoureux des arts et des sciences.
Pendant 31 ans, il gouverne les chevaliers, le Bailliage de Brandebourg, et de ses fiefs en tant que Grand Maître de l'Ordre de Saint-Jean, ayant été installé à Sonnenbourg en 1731.

## Descendance
Charles Frédéric Albert n'a jamais été marié, mais a eu une fille avec sa maîtresse, Dorothée Regina Wuthner (anoblie le 14 janvier 1744 "Frau von Carlowitz"):
- Caroline Regina de Carlowitz (Soldin, 12 décembre 1731 – Berlin, le 16 septembre 1755), mariée à Berlin le 16 juin 1747 à Christian Albert de Schönbourg-Hinterglauchau (22 janvier 1720 – 9 mars 1799), l'adjudant de Charles. Ils ont trois enfants[2] :
  - La comtesse Ernestine Caroline Wilhelmine Albertine de Schönbourg-Hinterglauchau (6 juin 1748 – 21 mars 1810); mariée à Berlin le 2 novembre 1770 à Frédéric Louis Finck de Finckenstein (18 février 1745 – 18 avril 1818).
  - Le comte Frédéric-Guillaume Charles Ernest de Schönbourg-Hinterglauchau (9 janvier 1751 – 17 juin 1751).
  - Le comte Christian Guillaume Charles Frédéric Ernest de Schönbourg-Hinterglauchau (14 juin 1752 – 9 mars 1770).

En 1744, Charles s'était engagé à épouser Marie-Amélie de Hesse-Cassel (1721-1744), mais elle est morte avant d'avoir pu l'épouser. À sa mort en 1762, à défaut d'héritiers légitimes, sa succession retourne à la couronne. Après le Traité de Hubertsbourg, Frédéric II a accordé sa fortune à deux officiers pour qui il avait une gratitude particulière: Hans Sigismund von Lestwitz a reçu  Friedland, et Joachim Bernhard von Prittwitz, qui avait conduit le roi du champ de bataille dans la Kunersdorf, a reçu Quillitz. Théodore Fontane a donné cette circonstance une mention spéciale, en citant un proverbe: "Lestwitz sauvé l'état, Prittwitz sauvé le roi.".